# White Panther Party
White Panther Party ou Partido dos Panteras Brancas foi um grupo político de norte-americanos brancos de extrema esquerda, fundado em 1968 por Lawrence Plamondon, Leni Sinclair e John Sinclair.
Começou como uma resposta a uma entrevista onde Huey P. Newton (co-fundador do Partido dos Panteras Negras) foi perguntado sobre o que pessoas brancas poderiam fazer para ajudar os Panteras Negras. Newton respondeu que eles podiam fundar o Partido dos Panteras Brancas. O grupo pegou o nome e dedicou suas energias na "Revolução Cultural". 

Sinclair fez todo o esforço possível para garantir que os Panteras Brancas não fossem confundidos com o grupo Supremacia Branca, dizendo que eles eram exatamente o contrário, o que não fora confirmado. O partido dizia trabalhar pelos direitos das várias minorias étnicas que faziam parte da Coalizão Arco-Íris ou Rainbow Coalition. 
"O partido dos White Panthers era um veículo para expressarmos nossa frustração com os rumos que o país estava tomando na época (1968 a 1974)". Wayne Kramer, Guitarrista do MC5.

## Anos em Michigan
O grupo era mais ativo em Detroit e AnnArbor, Michigan e incluía a banda proto-punk MC5, a qual Sinclair administrou por alguns anos antes de ser encarcerado. De uma perspectiva ideológica geral, Plamondon e Sinclair definiram os Panteras Brancas como "lutadores por um planeta limpo e liberdade para  prisioneiros políticos". Os Panteras Brancas adicionaram outros elementos como proteção a "Rock 'n Roll, drogas, sexo nas ruas e abolição do capitalismo". Abbie Hoffman fazia parte dos Panteras Brancas, mencionando o fato em "Steal this Book". O grupo emergiu da oficina de artistas de Detroit, uma cooperativa  de artistas que ficava perto da Universidade do Estado de Wayne. Entre seus interesses estavam a legalização da maconha, Sinclair inclusive foi preso algumas  vezes por posse da droga. Se aliaram a políticos radicais afirmando que o distúrbio da rua 12th era justificado por condições políticas e econômicas em Detroit.
Plamondon foi indicado como coinspirador com Sinclair no caso de um atentado a uma agência da CIA em Ann Arbor um ano antes da fundação do grupo. Depois de escutar tal acusação na rádio alternativa "WABX", ele fugiu dos EUA para a Europa e África, passando um tempo na Argélia com o exilado Pantera Negra Elridge Cleaver. Depois de voltar secretamente ao país, se mudou para um local seguro no norte de Michigan, sendo preso em uma blitz de rotina, dessa maneira se junto a Sinclair, que havia sido sentenciado a nove anos e meio na prisão por posse de maconha, Plamondon foi sentenciado e preso quando Sinclair foi solto sob fiança em 1971 quando apelos foram feitos sobre seu caso. A soltura inesperada de Sinclair aconteceu dois dias depois do grande show beneficente "Free John", com apresentações  de John Lennon, Yoko Ono e Stevie Wonder, aconteceu na "Crisler Arena" na Universidade de Michigan.

## Casos judiciais
Os Panteras Brancas foram acusados por conspiração para destruir propriedade do governo e as evidências usadas para convencer que Plamondon era culpado, era escutas telefônicas não submetidas à aprovação judicial. O caso levou a uma decisão que foi um marco para a Suprema Corte dos EUA em 1972 anulou a sentença de Plamondon e cancelou o caso contra Sinclair. A corte decretou que as escutas telefônicas eram contra às leis da constituição americana, mesmo sendo o caso da segurança nacional  correr perigo.
O caso "United States v. U.S. District Court", 407 U.S. 297, comumente chamado de Caso  Keith, assegura que a quarta emenda da constituição dos Estados Unidos protege conversas privadas de fiscalização, a menos que um mandado seja concedido, e que o  "procedimento do mandado não se oponha à propósitos legítimos de investigações por segurança doméstica".
O julgamento libertou Plamondon, enquanto Sinclair era livre somente por fiança para sua condenação por posse de drogas. Em 1972, a Suprema Corte de Michigan mandou  no caso "People Vs. Sinclair", que a classificação de Michigan para maconha era inconstitucional, tendo como efeito, a descriminalização de posse até que uma nova  lei fosse adicionada na legislação de Michigan uma semana depois. Sinclair foi libertado, mas os efeitos cumulativos de sua prisão marcaram o fim do Partido dos  Panteras Brancas em Michigan, o qual trocou de nome para "Rainbow People's Party", enquanto Sinclair e Plamondon estavam na prisão. O "Rainbow People's Party"  tinha sua base em Ann Arbor, e encerrou atividades em 1973.

## Atos relacionados
O FBI fez uma batida na base dos Panteras Brancas em Portland, Oregon em 1970. Dois membros do grupo foram presos e acusados de atirar um coquetel molotov  pela janela de um escritório de recrutamento militar.
A reunião de Panteras Brancas em São Francisco, Califórnia e Berkeley, Califórnia se mantiveram ativas nos anos 80. Em 1984, furiosos pela proposta da então prefeita Dianne Feinstein para banir armas de  fogo na cidade. Os Panteras Brancas organizaram uma petição bem sucedida forçando um plebiscito para depor Feinstein. A prefeita acabou ganhando. Nos anos seguintes  os líderes das reuniões de Panteras Negras foram presos e as reuniões efetivamente destruídas.
O jornalista anarquista Mick Farren, um líder do movimento contra-cultural "United Kingdom Underground", fundou os Panteras Brancas no Reino Unido.

## Manifesto dos Panteras Brancas
Em novembro de 1968, o periódico "Fifth Estate" publicou o "Manifesto dos Panteras Brancas". Esse manifesto emulava os Panteras Negras, encerrando com um programa de 10 mandamentos:
- Endosso total e suporte ao programa de 10 mandamentos e plataforma do Partido dos Panteras Negras.
- Violação total da cultura por quaisquer meios necessários, incluindo Rock and Roll, drogas, e sexo nas ruas.
- Troca livre de energia e materiais - nós queremos o fim do dinheiro!
- Comida, roupas, casas, drogas, música, corpos e tratamento médico livres - tudo de graça para todo mundo!
- Acesso livre à informação - liberte a tecnologia dos safados ganaciosos!
- Espaço e tempo livres para todos os humanos - dissolva todas os limites não naturais!
- Liberdade de todas as escolas e estruturas das regras corporativas - os prédios vazios imediatamente para o povo!
- Liberdade para todos os prisioneiros de todos os lugares - eles são nossos camaradas!
- Liberdade para todos os soldados - fim aos exércitos recrutados!
- Liberdade para as pessoas de seus líderes falsos - todos devem ser líderes - liberdade significa liberte todo mundo! Todo o poder para o Povo![3]